# My Alibi
My Alibi est une websérie américaine en 18 épisodes d'environ 3 minutes produite par Take180, filiale de The Walt Disney Company et diffusée du 18 août 2008 au 20 février 2009 sur Take180 et YouTube.

## Distribution
- Cyrina Fiallo (en) : Marley Carabello
- Adam Chambers : Cy Woods
- Zachary Burr Abel : Jonah Madigan
- Julianna Guill : Scarlet Hauksson
- Alison Brie : Rebecca Fuller
- Marque Richardson (en) : Justin Walker
- Gabrielle Carteris : Principal Tuckerman